# Blood Sugar Sex Magik
Blood Sugar Sex Magik — пятый студийный альбом американской рок-группы Red Hot Chili Peppers, выпущенный 24 сентября 1991 года. Спродюсированный Риком Рубином альбом стал первой пластинкой группы, вышедшей на лейбле Warner Bros. Records. В музыкальном плане диск отличался от Mother's Milk, предыдущей работы группы: он содержал гораздо меньше «тяжёлых» гитарных риффов; основными темами песен здесь стали секс, смерть и наркотики, а также похоть и богатство. Альбом достиг третьего места в хит-параде Billboard 200, обеспечив группе одобрение критиков и международный успех; всего было продано более 13 миллионов копий. В поддержку альбома было выпущено несколько синглов, включая очень успешные «Under the Bridge» и «Give It Away».
Не выдержав стресса, связанного с обрушившейся на группу популярностью, гитарист Джон Фрушанте покинул состав во время тура в 1992 году (позже, в 1998 году, он воссоединился с коллективом). Blood Sugar Sex Magik был выпущен в один день с альбомом Badmotorfinger группы Soundgarden, а также с пластинкой Nevermind группы Nirvana и считается одним из важнейших элементов «бума» альтернативного рока начала 1990-х годов.
Процесс записи альбома запечатлён в документальном фильме «Funky Monks».

## Предыстория

Группа Red Hot Chili Peppers.
Слева направо: Джек Айронс, Майкл «Фли» Бэлзари, Энтони Кидис и Хиллел Словак (1987)

В 1988 году гитарист RHCP Хиллел Словак умер от передозировки героина. Вскоре после этого барабанщик Джек Айронс покинул группу, а вокалист Энтони Кидис и басист Фли начали искать новых музыкантов. Джон Фрушанте, который был заядлым фанатом группы, проявил интерес к освободившейся вакансии, но на место Словака уже был выбран экс-гитарист проекта P-Funk Диуэйн Макнайт. Когда отношения между Макнайтом и остальными членами Red Hot Chili Peppers не сложились, с ним пришлось расстаться. Фрушанте тем временем собирался стать участником Thelonious Monster — панк-рок-группы, образованной Бобом Форестом, однако, получив приглашение от Фли присоединиться к Red Hot Chili Peppers, принял его незамедлительно. За две недели до начала подготовки к записи Mother's Milk к группе после успешного прослушивания присоединился барабанщик Чэд Смит. Mother’s Milk стал вторым альбомом группы, который попал в Billboard 200, поднявшись на 52-е место. И всё же эта пластинка, хоть и получилась достаточно успешной, была излишне «перегружена» продюсированием. Продюсер Майкл Бейнхорн убеждал Фрушанте играть как можно тяжелее, а Кидиса — писать более «радиоформатные» тексты песен; это вызывало у участников группы ощущение, что их ограничивают в свободе творчества.
Так как контракт группы с EMI подходил к концу, музыканты начали искать новую звукозаписывающую компанию для выпуска следующего альбома. Они достигли соглашения с Sony BMG/Epic, с условием, что компания выкупит их предыдущий альбом у EMI. Хотя лейбл обещал выполнить это за несколько дней, процесс растянулся на несколько месяцев. Несмотря на то, что контракт с Sony уже был заключен, Мо Остин из Warner Bros. Records позвонил Кидису и поздравил его с успешной сделкой, а также выразил восхищение конкурирующей компанией. Кидис вспоминал об этом: «Самый классный человек, которого мы встретили за время всех этих переговоров, он лично позвонил, чтобы поддержать меня в намерении сделать отличный альбом для конкурирующей компании. Я понял: вот парень, на которого я хотел бы работать».
В итоге контракт с Sony был расторгнут в пользу Warner Bros. Остин позвонил старому другу из EMI, который позволил сразу осуществить переход группы на другой лейбл.

## Запись альбома

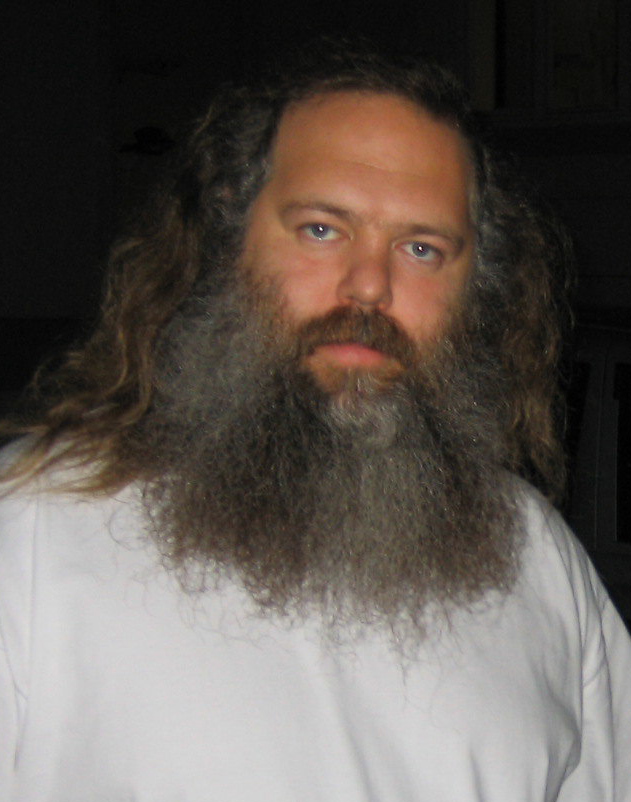
Продюсер — Рик Рубин

Обосновавшись в Warner Bros. Records, группа приступила к поискам подходящего продюсера. Очевидным претендентом был Рик Рубин, к творчеству Red Hot Chili Peppers относившийся либеральнее, чем те, с кем группе приходилось работать в прошлом. Именно его в конечном итоге музыканты и пригласили продюсировать свой следующий альбом, Blood Sugar Sex Magik. В процессе записи Рубин часто помогал группе аранжировками ударных, гитарными мелодиями и текстами песен.
Группа искала нетрадиционное место для записи альбома, считая, что это благотворно повлияет на творческий процесс. Рубин предложил большой особняк, в котором когда-то жил фокусник Гарри Гудини, и музыканты согласились. Была нанята команда, установившая звукозаписывающую студию и другое оборудование, необходимое для записи альбома в особняке. Группа решила, что останется здесь на протяжении всей записи альбома, однако Смит, убежденный, что этот дом населяют призраки, отказался оставаться. Вместо этого он каждый день приезжал на мотоцикле. «Определённо, в доме есть призраки», — соглашался Фрушанте со Смитом, но, в отличие от последнего, считал, что они «очень дружелюбные. Мы [группа] чувствуем только теплые флюиды и радость повсюду в этом доме».
У Фрушанте, Кидиса и Фли были отдельные комнаты в разных концах дома. В свободное от записи альбома время Фрушанте рисовал, слушал музыку, читал и записывал песни, которые сам сочинил. В этом доме музыканты работали более тридцати дней. Шурин Фли, воспользовавшись разрешением группы, заснял процесс создания альбома на видео, которое легло в основу фильма «Funky Monks», выпущенного после завершения студийной работы.

## Музыка и тексты
Blood Sugar Sex Magik был написан в более быстром темпе, чем предыдущий альбом. До переезда группы в особняк Фрушанте и Кидис много работали вместе, приходя друг к другу в гости, сообща подбирая пассажи аккордов и гитарные риффы. Затем они демонстрировали свои идеи Фли и Смиту, после чего группа совместно решала, что из этого будет использовано в дальнейшем.
Сочиняя тексты, Кидис сосредоточился на темах о сексе, так как они часто занимали его мысли. Такие песни, как «Suck My Kiss», «If You Have to Ask», «Sir Psycho Sexy», «Give It Away» и «Blood Sugar Sex Magik», содержали различные сексуальные мотивы и метафоры, например: «A state of sexual light / Kissing her virginity / My affinity» и «Glorious euphoria / Is my must / Erotic shock / Is a function of lust». Концепция трека «The Greeting Song» возникла, когда Рубин попросил Кидиса написать песню исключительно о девушках и автомобилях. Хотя вокалисту не понравилась эта идея, он всё же сочинил такую песню и в итоге возненавидел в ней почти каждую строчку.
Кидис также начал писать тексты о тоске, которая посещала его из-за наркотической зависимости; он считал, что его жизнь находилась в самой низшей своей точке — и чтобы описать это, он использовал в качестве метафоры наркотический притон под мостом в центре Лос-Анджелеса. Месяц спустя Рубин наткнулся на стихотворение, которое позже стало текстом «Under the Bridge», и предложил Кидису показать его остальным музыкантам. Поначалу Кидис опасался, что коллеги сочтут лирику «слишком мягкой», неподходящей группе по стилю. Но он спел фрагмент песни Джону, и уже на следующий день оба приступили к совместной работе над композицией, в течение нескольких часов подбирая аккорды и мелодии, пока не сошлись во мнении — песня готова. При этом аккордами вступления гитарист попытался сбалансировать гнетущую атмосферу трека. «Мой мозг интерпретировал её как действительно печальную песню, поэтому я подумал — если у неё грустный текст, то я должен сочинить несколько аккордов, которые будут немного веселее», — вспоминал он.
Три композиции, — «Naked in the Rain», «Sir Psycho Sexy» и «The Greeting Song», — были сочинены ещё в 1989 году и уже исполнялись группой, в ходе Mother’s Milk Tour.
В звучании Blood Sugar Sex Magik, как и прежде, доминирует характерная для группы смесь фанка и панка; впрочем, в более мелодичных композициях музыканты отошли от привычной формулы. Треки «The Righteous and the Wicked», «Suck My Kiss», «Blood Sugar Sex Magik», «Give it Away» и «Funky Monks» по-прежнему содержали фирменные хэви-металические риффы, но, в отличие от материала Mother’s Milk, на них было меньше дисторшна. Фли, который отдавал приоритет слэповой технике, на этот раз предпочёл более традиционные и мелодичные бас-партии. Он стал придерживаться минималистской философии «меньше значит больше»: «На Blood Sugar Sex Magik я пытался играть проще. До этого грешил чрезмерностью, — теперь подумал: „Пора расслабиться и играть вдвое меньше нот“. Когда вы играете лаконично, это звучит более захватывающе; остается больше места для других музыкантов, для импровизаций, для всего. Если я действительно играю что-то занятное — оно выделяется, в отличие от бас-партии, напичканной множеством нот. Пространство — хорошая вещь».
Кидис чувствовал, что альбом расширяет музыкальные горизонты группы и, отличаясь от более раннего материала, знаменует новую ступень в карьере RHCP. В одной из наиболее мелодичных песен пластинки, «Breaking the Girl», вокалист рассказал о собственном непостоянстве. Он стал опасаться, что следует по стопам своего отца и становится бабником, будучи неспособен на стабильные, долговременные отношения с женщиной: «… Это очень будоражит и приносит краткосрочное удовлетворение — постоянные романы с красивыми и интересными девушками, но на исходе дня ты чувствуешь себя чертовски одиноким, остаёшься ни с чем». Любопытно, что соло во время бриджа было исполнено на перкуссионных инструментах, найденных в мусорном контейнере.
При том, что джем-сейшны всегда были неотъемлемой частью процесса создания песен, на этом альбоме музыканты продемонстрировали и материал с более сложной мелодической структурой. В ходе одного из «джемов» родилась центральная вещь альбома. Фрушанте, Фли и Смит импровизировали втроём, а Кидис наблюдал за ними из другой части комнаты. Внезапно «…Фли заиграл эту сумасшедшую басовую линию, Чэд начал подыгрывать ему на ударных… В моей голове всегда крутятся идеи для песен или даже отдельные фразы. Я взял микрофон и громко запел: „give it away, give it away, give it away now“ (рус. делись этим, делись этим прямо сейчас)». Философским подтекстом для песни послужил разговор между Кидисом и Ниной Хаген, о самоотверженности и альтруистическом подходе к бытию. Так появилась «Give It Away» — одна из визитных карточек группы. Фронтмен посвятил песню «My Lovely Man» своему покойному другу — Хиллелу Словаку; в композиции «Sir Psycho Sexy» создал гротескный автопортрет, образ персонажа, который может затащить в постель любую женщину. Композиция «The Power of Equality» затрагивала темы расового неравенства, стереотипов и сексизма. «I Could Have Lied» касалась непродолжительных отношений Кидиса и ирландской певицы Шинейд О’Коннор.

## Оформление альбома

Коллаж, демонстрирующий татуировки участников группы

Все фотографии, рисунки и художественное оформление Blood Sugar Sex Magik были доверены кинорежиссёру Гасу Ван Сенту. На обложке альбома изображены профили лиц четырёх участников группы, расположенные вокруг розы. Тексты песен напечатаны белым рукописным шрифтом (почерком Кидиса) на чёрном фоне. В буклете, помимо текстов песен, присутствует коллаж из фотографий, демонстрирующий различные татуировки участников группы. На татуировках изображены лица индейских племенных вождей, животные и морские существа, а также символы и фразы. Индивидуальная фотография каждого участника группы и две общие фотографии группы также содержатся в буклете.
Оформление синглов, выпущенных в тот же период, что и альбом, имеет мало общего с оформлением Blood Sugar Sex Magik. Обложкой сингла Give It Away стала картина, на которой изображен китайский младенец, окруженный рыбой, овощами, фруктами и суши. Обложка сингла Under the Bridge представляет собой фотографию моста в Лос-Анджелесе. Обложка Suck My Kiss содержит черно-белую фотографию группы, на которой Фли держит в руках большую рыбу. Обложкой Breaking the Girl стал рисунок, на котором изображен человек, накрытый магмой.

## Выпуск и продвижение
Blood Sugar Sex Magik был выпущен 24 сентября 1991 года. Он стал «золотым» уже спустя два месяца, 26 ноября 1991 года, и «платиновым» 1 апреля 1992 года; с тех пор в США он стал «платиновым» семь раз. Альбом достиг 3-го места в Billboard 200. Сингл «Give it Away» поначалу не очень хорошо приживался в мейнстриме. Несколько радиостанций отказались крутить песню, посоветовав группе «вернуться с такой песней, в которой будет мелодия». Радиостанция KROQ в Лос-Анджелесе, тем не менее, начала крутить этот сингл по нескольку раз в день, и это, по утверждению Кидиса, «было началом по внедрению „Give It Away“ в массовое сознание». Песня достигла 9-го места в UK Top 40 и 73-го места в Billboard Hot 100. В общей сложности общемировой тираж Blood Sugar Sex Magik составил 13 миллионов.
Участники группы не предполагали, что сингл «Under the Bridge» сможет повторить успех «Give It Away». Warner Bros. отправили своих представителей на концерт, чтобы определить, какую песню сделать следующим синглом. Когда Фрушанте на концерте начал играть «Under the Bridge», Кидис забыл слова песни; вся аудитория начала петь песню вместо него. Сначала Кидис был подавлен «из-за того, что облажался перед людьми Warner Bros. Я извинился за то, что облажался, но они сказали: „Облажался? Ты что, шутишь? Если каждый человек, пришедший на шоу, начинает петь песню, то это наш следующий сингл“». Таким образом вторым синглом и был выбран «Under the Bridge». В июне 1992 года он прорвался на второе место Billboard Hot 100.
Кидис и Фрушанте оба были согласны, что для продвижения альбома в Европе им следует организовать турне. Тем не менее, для Фрушанте оказалось сложно адаптироваться к жизни вне особняка, в котором записывался альбом и где он провел в изоляции почти 30 дней. Кидис вспоминал об этой ситуации: «Он испытал такой приток творческой энергии, пока мы делали этот альбом, что, как мне кажется, так и не понял, как жить дальше с этой своей креативностью». В это же время Фрушанте начал экспериментировать с героином, что окончательно подорвало его душевное равновесие.

## Отзывы критиков и наследие
| Оценки критиков      | Оценки критиков |
| Источник             | Оценка          |
| -------------------- | --------------- |
| AllMusic             | [ 39 ]          |
| Роберт Кристгау      | [ 56 ]          |
| Entertainment Weekly | B−              |
| Metal Hammer         | 6 из 7          |
| Mojo                 | [ 59 ]          |
| The New York Times   | (положительная) |
| Rolling Stone        | [ 3 ]           |
| Rock Hard            | [ 61 ]          |
| Sputnikmusic         | [ 62 ]          |

Blood Sugar Sex Magik был тепло принят критиками — они хвалили группу за то, что она не стала перегружать слушателя тяжёлыми гитарными риффами, которые преобладали на их предыдущей пластинке. Том Мун из журнала Rolling Stone, приписав Рику Рубину заслугу в изменении стиля группы («Рубин прибавил „Перцам“ динамики»), высоко оценил звучание альбома в целом, отметив «возросшее качество музыкальных текстур и нюансов». Стив Хьюи из AllMusic назвал диск «лучшим альбомом Red Hot Chili Peppers… гитара Джона Фрушанте теперь менее шумная, в его мелодиях остаётся место для различных текстур и чётких пассажей». Отметив, что пластинка получилась «многогранной … она расширила музыкальный и эмоциональный диапазон RHCP», журналист подытожил: «теперь группа звучит более целостно». В обзоре журнала Guitar Player радикальное изменение стиля Chili Peppers связывалось с работой Джона Фрушанте: «путём смешивания эйсид-рока, соул-фанка, раннего арт-рока и блюза с сырым, необработанном звучанием гитары-и-комбика, [Фрушанте] врывается со своей взрывоопасной формулой, которая до сих пор никем не скопирована». В статье, опубликованной в газете The Tampa Tribune, редактор Филипп Бут оценил запись как «амбициозный музыкальный прорыв, который стал вершиной в творчестве группы». Многие музыкальные критики рассматривают Blood Sugar Sex Magik как одну из важнейших записей 90-х годов, и как одну из основополагающих пластинок альтернативного рока в целом. По мнению портала FasterLouder, этот диск является одним из «краеугольных альбомов фанк-рока».
По мнению некоторых экспертов, композиция «Under the Bridge», благодаря которой группа ворвалась в мейнстрим, стала одним из важнейших факторов успеха альбома. В обзоре от Allmusic ей было уделено особое внимание. Отметив «… пронзительную чувственность… которая подчеркнута фоном простых гитарных аккордов, убаюкивающих в начальном куплете, и чувство хрупкости, которое удваивает медленный темп крещендо в припеве», рецензент подытожил: «она стала неотъемлемой частью альтернативного пейзажа 90-х, и остается одним из самых чистых бриллиантов, искрящихся на фоне неогранённого и обширного фанк-материала, который доминирует в репертуаре „Перцев“». В то же время обозреватель газеты Entertainment Weekly раскритиковал «серьёзную атмосферу» этой композиции: «для тех, кого раздражал привычный репертуар Chili Peppers, „Under the Bridge“ выглядит ну очень уж претенциозной». В апреле 1992 года, песня добралась до второго места в чарте Billboard Hot 100. «Give It Away» также была высоко оценена критиками «… смесь из позитивных эмоций, дани уважения музыкальным героям, и оды свободной любви». Фрушанте высказывался о ней так: «… в песне есть два неожиданных момента: внезапный контраст гиперактивного Кидиса с вялым гитарным соло, записанным заранее и продублированным задом-наперёд поверх ритмической дорожки, и хард-роковый рифф, который звучит лишь в конце песни…». Однако треки вроде «Sir Psycho Sexy» подверглись критике за предсказуемость. Девон Поутерс из Pop Matters заявил, что «Восемь минут „Sir Psycho Sexy“ превратят молодых слушателей „Перцев“ в биомассу гормонального желе. Перенасыщенный сексуальной тематикой текст берёт свои корни из песни „Apache Rose Peacock“, „Blood Sugar Sex Magik“ вообще звучит как „траханье“. Даже самая невинная девственница, прослушав альбом, получит справку о половой зрелости, даже опытный кутила может узнать пару новых трюков». Напротив, песня «Suck My Kiss» удостоилась хвалебного отзыва Эми Хэнсон из Allmusic: «это вызов устоявшейся иерархии альтернативного рока». Благодаря этой песне «Перцы» «попали в ряды немногочисленных групп, пытающихся „прогнуть“ этот жанр под себя, и в итоге, оказавших радикальное влияние на звуковой ландшафт, который был во власти гранжа». Высоко оценил пластинку и обозреватель журнала Classic Rock Малкольм Доум: «Это тот альбом Peppers, который вы просто обязаны поставить себе на полку. Он самый настоящий бриллиант, явленный „Перцами“ миру в их самый креативный период — между андеграундным, слегка расхлябанным фанком 80-х и мягким, „ультра-коммерческим“ продуктом нынешних времён».
По прошествии лет Blood Sugar Sex Magik фигурировал на вершине многих тематических списков из разряда «Лучший альбом», в особенности посвященных музыке 90-х годов. Журнал Spin поставил диск на 58-е место в своём списке «90 лучших альбомов девяностых», кроме того, альбом попал на 11-ю позицию в аналогичном списке портала Pause & Play. Альбом находится в списке «101 ключевой гитарный альбом», а также включён в альманах «1001 альбом, которые стоит прослушать, прежде чем вы умрёте». Журнал Metal Hammer включил Blood Sugar Sex Magik в список «200 лучших рок-альбомов всех времён». Журнал Rolling Stone поставил этот диск на 186-е место в своём рейтинге «500 величайших альбомов всех времён» и на 14-е в «100 лучших альбомов девяностых». Кроме того, лонгплей занял 45-ю позицию в списке «100 лучших рок-альбомов всех времён» по версии журнала Classic Rock.

## Тур в поддержку альбома и уход Фрушанте
После того, как мы закончили записываться, мне стало ясно, что... пора уходить. Я получил колоссальное наслаждение от работы в студии, но мне совсем не хотелось ехать в турне — это, казалось, свело бы на нет всё самое лучшее для меня в этом альбоме. Направление, выбранное группой, в корне противоречило всем моим устремлениям.
До начала тура в поддержку Blood Sugar Sex Magik Кидис ознакомился с видеоклипом «Gish» группы The Smashing Pumpkins. Он связался с менеджером этой группы и попросил его задействовать The Smashing Pumpkins в наступающем турне. Через несколько дней после того, как музыканты из The Smashing Pumpkins подтвердили своё участие, позвонил бывший барабанщик Red Hot Chili Peppers Джек Айронс и попросил позволить группе Pearl Jam, чей лидер Эдди Веддер был другом Айронса, выступать на разогреве у Red Hot Chili Peppers. Первый концерт после релиза Blood Sugar Sex Magik состоялся в театре Mayer Theater в городе Мэдисон, штат Висконсин.
Blood Sugar Sex Magik начал получать мощную ротацию на радио и большие продажи во время тура группы по США. Фрушанте, который предпочитал, чтобы группа оставалась в андерграунде, был ввергнут её растущей популярностью в депрессивное состояние. По словам Кидиса, «он начал терять всю маниакальную, беззаботную, веселую часть своей личности. Даже на сцене вокруг него формировалась теперь аура необычайной серьёзности». Постепенно Фрушанте стал дистанцироваться от группы как единого целого и выражать недовольство своими коллегами. Популярность группы казалась ему постыдной. Между Кидисом и Фрушанте начало расти напряжение на сцене. Кидис вспоминал о конфликте после концерта в Новом Орлеане: «У нас был аншлаговый концерт, и Джон просто стоял в углу, еле-еле играя на гитаре. Отправившись за кулисы, мы с ним попросту разругались».
Поскольку Red Hot Chili Peppers стали играть чаще на аренах, чем в театрах, промоутеры тура решили заменить Pearl Jam на более популярную группу. Кидис связался с барабанщиком Nirvana Дэйвом Гролом и спросил, может ли Nirvana заменить Pearl Jam, на что Грол согласился. Билли Корган, лидер The Smashing Pumpkins, отказался играть с Nirvana, поскольку он одно время встречался с женой Курта Кобейна Кортни Лав. В результате The Smashing Pumpkins были сняты с турне, а вместо них остались Pearl Jam. Первое шоу совместно с Nirvana проходило на стадионе L.A Sports Arena. Когда группа закончила выступать с Nirvana, музыканты отправились в турне по Европе, куда Фрушанте, нуждаясь в общении с кем-нибудь, взял с собой подругу. «Джон нарушил наше неписаное правило не брать жён или подруг в дорогу», — заявил Кидис.
Ненадолго прервав европейский тур, группа прилетела в Нью-Йорк и выступила на телевизионном шоу Saturday Night Live. Музыканты сыграли «Under the Bridge» первым номером; это выступление Кидис воспринял как саботаж со стороны Фрушанте:
«[Джон] экспериментировал так, будто мы репетируем эту песню. Но мы не репетировали. Мы были в прямом эфире ТВ перед миллионами людей и это была сущая пытка. Я запел в тональности, которую он, как мне показалось, задал. И почувствовал себя так, будто меня бьют ножом в спину на глазах у всей Америки, пока этот парень в углу, в тени, играет нечто неблагозвучно-экспериментальное».
Группа взяла двухнедельную паузу между европейской и японской частью тура, которая началась в мае 1992 года. За несколько минут до того, как группа должна была начать выступать в Токио, Фрушанте отказался идти на сцену, заявив, что он уходит из группы. После получасовых уговоров он согласился играть на этом концерте, но заявил, что это будет последний раз. Кидис вспоминал об этой ситуации: «Это было самое ужасное шоу. Каждая нота, каждое слово причиняло страдание, так как я знал, что мы больше не группа. Я внимательно смотрел на Джона и видел мертвую статую презрения… И в ту ночь Джон исчез из хаотичного мира Red Hot Chili Peppers». Группа наняла гитариста Эрика Маршалла, чтобы завершить оставшуюся часть тура, которая включала выступление на фестивале Lollapalooza и несколько европейских фестивалей. По окончании этой череды концертов он был уволен из группы.

## Награды
| Издание                    | Страна         | Название                                       | Год  | Место |
| -------------------------- | -------------- | ---------------------------------------------- | ---- | ----- |
| Visions                    | Германия       | «Самые важные альбомы 90-х»                    | 1999 | 1     |
| Pause & Play               | США            | «100 самых влиятельных альбомов 90-х»          | 1999 | 11    |
| Rolling Stone              | США            | «500 величайших альбомов всех времён»          | 2003 | 310   |
| Rolling Stone              | США            | «100 величайших альбомов 90-х»                 | 2003 | 19    |
| Spin                       | США            | «90 лучших альбомов 90-х»                      | 1999 | 58    |
| Q                          | Великобритания | «90 лучших альбомов 90-х»                      | 1999 | 58    |
| Guitarist Magazine         | Великобритания | «101 ключевой гитарный альбом»                 | 2000 | Н/Д   |
| Guitar World               | США            | «100 величайших гитарных альбомов всех времён» | 2006 | 18    |
| My Favourite Album         | Австралия      | «Самые любимые альбомы в Австралии»            | 2006 | 8     |
| Rock and Roll Hall of Fame | США            | «200 величайших альбомов всех времён»          | 2007 | 88    |

- Н/Д означает неупорядоченный список.

## Список композиций
Слова и музыка всех песен — Red Hot Chili Peppers, за исключением отмеченных.
| №   | Название                                 | Длительность |
| --- | ---------------------------------------- | ------------ |
| 1.  | «The Power of Equality»                  | 4:03         |
| 2.  | «If You Have to Ask»                     | 3:37         |
| 3.  | «Breaking the Girl»                      | 4:55         |
| 4.  | «Funky Monks»                            | 5:23         |
| 5.  | «Suck My Kiss»                           | 3:37         |
| 6.  | «I Could Have Lied»                      | 4:04         |
| 7.  | «Mellowship Slinky in B Major»           | 4:00         |
| 8.  | «The Righteous & the Wicked»             | 4:08         |
| 9.  | «Give It Away»                           | 4:43         |
| 10. | «Blood Sugar Sex Magik»                  | 4:31         |
| 11. | «Under the Bridge»                       | 4:24         |
| 12. | «Naked in the Rain»                      | 4:26         |
| 13. | «Apache Rose Peacock»                    | 4:42         |
| 14. | «The Greeting Song»                      | 3:13         |
| 15. | «My Lovely Man»                          | 4:39         |
| 16. | «Sir Psycho Sexy»                        | 8:17         |
| 17. | «They’re Red Hot» (автор Роберт Джонсон) | 1:12         |

Следующие две песни были включены в качестве бонус-треков в цифровую версию альбома, доступную на iTunes Store:
- «Little Miss Lover» (оригинал исполнен Джими Хендриксом) — 2:40
- «Castles Made of Sand» (оригинал исполнен Джими Хендриксом) — 3:21

### Невошедший материал
Во время сессий Blood Sugar Sex Magik было записано около двадцати пяти песен, семнадцать из них попали на диск. Четыре песни были использованы в качестве би-сайдов к синглам: инструментальная «Fela’s Cock», «Search and Destroy» — кавер-версия группы The Stooges, «Sikamikanico» (также была использована в саундтреке фильма «Мир Уэйна», в 1992 году) и «Soul to Squeeze» (песня стала хитом спустя два года, после того как прозвучала в фильме «Яйцеголовые», а также была включена в сборник лучших песен группы — Greatest Hits). «Little Miss Lover» и «Castles Made of Sand» (музыканты исполняли эту песню на своих концертах в течение многих лет) были каверами композиций Джими Хендрикса. В 2006-м году они были изданы в качестве бонус-треков издания для iTunes. Одну из неизданных песен (фигурирует без названия) можно услышать в документальном фильме телеканала VH-1 «Ultimate Albums — Blood Sugar Sex Magik». В интернете также появлялась версия «сырого» микса пластинки, в ней можно услышать несколько альтернативных версий песен, записанных во время альбомных сессий.

### Би-сайды
| Песня                              | Длительность | Релиз              |
| ---------------------------------- | ------------ | ------------------ |
| «Search and Destroy» (The Stooges) | 3:34         | «Give It Away»     |
| «Soul to Squeeze»                  | 4:50         | «Give It Away»     |
| «Sikamikanico»                     | 3:23         | «Under the Bridge» |
| «Fela’s Cock»                      | 5:10         | «Under the Bridge» |

## Позиции в чартах
| Чарт           | Высшая позиция | Сертификация  |
| -------------- | -------------- | ------------- |
| Австралия      | 1              | 6× Платиновый |
| Австрия        | 17             |               |
| Великобритания | 5              | 3× Платиновый |
| Германия       | 12             |               |
| Канада         | 1              | 4× Платиновый |
| Новая Зеландия | 1              |               |
| США            | 3              | 7× Платиновый |
| Финляндия      | 16             |               |
| Франция        | 71             |               |
| Норвегия       | 5              |               |
| Швейцария      | 10             |               |
| Швеция         | 26             |               |

| Год  | Сингл               | Чарт                   | Высшая позиция |
| ---- | ------------------- | ---------------------- | -------------- |
| 1991 | «Give it Away»      | Modern Rock Tracks     | 1              |
| 1991 | «Give it Away»      | Billboard Hot 100      | 73             |
| 1992 | «Under the Bridge»  | Billboard Hot 100      | 2              |
| 1992 | «Under the Bridge»  | Mainstream Rock Tracks | 2              |
| 1992 | «Under the Bridge»  | Modern Rock Tracks     | 6              |
| 1992 | «Breaking the Girl» | Mainstream Rock Tracks | 15             |
| 1992 | «Breaking the Girl» | Modern Rock Tracks     | 19             |
| 1992 | «Suck My Kiss»      | Modern Rock Tracks     | 15             |

## Участники
| Red Hot Chili Peppers - Майкл «Фли» Бэлзари — бас-гитара, труба, бэк-вокал - Джон Фрушанте — гитара, бэк-вокал - Энтони Кидис — вокал - Чэд Смит — ударные Сессионные музыканты - Брендан О’Брайен — меллотрон на «Breaking the Girl» и «Sir Psycho Sexy» - Гейл Фрушанте и её друзья — хор на «Under the Bridge» - Пит Вейсс — варган на «Give It Away» | Студийный персонал - Брендан О’Брайен — звукорежиссер - Крис Холмс — сведение - Рик Рубин — продюсер - Хоуи Вайнберг — мастеринг Дополнительный персонал - Гас Ван Сент — арт-директор |